# Comuna Șleahova, Berșad
Șleahova (în ucraineană Шляхова) este o comună în raionul Berșad, regiunea Vinnița, Ucraina, formată din satele Șleahova (reședința), Teofilivka și Zavitne.

## Demografie
Componența lingvistică a satului Șleahova
     Ucraineană (97,74%)
     Rusă (1,86%)
     Alte limbi (0,08%)
Conform recensământului din 2001, majoritatea populației satului Șleahova era vorbitoare de ucraineană (97,74%), existând în minoritate și vorbitori de rusă (1,86%).